# 月の地質年代尺度
月の地質年代尺度 （つきのちしつねんだいしゃくど、英: lunar geologic timescale） は、月の歴史を6つの地質時代に区分した尺度である。
| 名称               | 時期                           |
| ------------------ | ------------------------------ |
| 先ネクタリス代     | 45億5千万年前 ～ 39億2千万年前 |
| ネクタリス代       | 39億2千万年前 ～ 38億5千万年前 |
| 前期インブリウム代 | 38億5千万年前 ～ 38億年前      |
| 後期インブリウム代 | 38億年前 ～ 32億年前           |
| エラトステネス代   | 32億年前 ～ 11億年前           |
| コペルニクス代     | 11億年前 ～ 現在               |

月の地質年代尺度は、月において重大な地質学的変動が起こった時期を基にして区分しているが、正確な値については不明である。
月面上にある多くの高台については、先ネクタリス代からネクタリス代にかけて形成されたが、正確な年代は得られていない。そのような高台の地層は、先インブリウム代の地層と呼ばれている。